# Sommeval
Sommeval település Franciaországban, Aube megyében. Lakosainak száma 301 fő (2022. január 1.). Sommeval Bouilly, Javernant, Maraye-en-Othe, Saint-Phal és Vauchassis községekkel határos.

## Népesség
A település népessége az elmúlt években az alábbi módon változott:
| Lakosok száma | 144  | 235  | 235  | 319  | 326  | 318  | 311  | 308  | 308  | 301  |
|               | 1968 | 1982 | 1990 | 2006 | 2013 | 2015 | 2017 | 2019 | 2020 | 2022 |